# Polígon construïble

Construcció d'un pentàgon regular

En matemàtiques, un polígon construïble és un polígon regular que pot ser construït amb regle i compàs. Per exemple, un pentàgon regular és construible amb regle I compàs mentre que un heptàgon regular no ho és.

## Condicions de constructubilitat
Alguns polígons regulars es construeixen fàcilment amb regle i compàs i, en canvi d'altres no. Aquesta observació ens porta a la següent pregunta: és possible construir tots els polígons regulars de n costats amb regle i compàs? Si no és possible, quins polígons són construïbles i quins no?
El 1796 Carl Friedrich Gauss va demostrar que el polígon regular de 17 costats heptadecàgon era construïble. Cinc anys més tard va desenvolupar la teoria dels períodes gaussians en el seu llibre Disquisitiones arithmeticae. Aquesta teoria li va permetre formular una condició suficient per a la constructubilitat dels polígons regulars:
Un polígon regular de n costats pot ser construït amb regle i compàs si n és el producte d'una potència de 2 i qualsevol nombre primer de Fermat.
Gauss va conjecturar que aquesta condició era també necessària, però no va donar cap prova d'aquesta afirmació. El 1837 ho va provar Pierre Wantzel. Sembla poc probable que Gauss tingués la prova correcta perquè prenent n = 9, es pot deduir immediatament la impossibilitat de la trisecció de l'angle de 120°, un fet que Gauss molt probablement ja coneixia.

## Teoria general
Gràcies a la teoria de Galois es van poder començar a fer les primeres demostracions d'aquestes conjectures. A partir de la geometria analítica és molt directe demostrar que les longituds construïbles han de provenir de longituds inicials que sigui la solució d'alguna seqüència d'equacions quadràtiques. En termes de la  teoria de cossos aquestes distàncies han d'estar dins l'extensió d'un cos generada per una torre d'extensions quadràtiques. Es dedueix que un cos generat per construccions sempre té com a grau dins de la base del cos una potència de dos.
En el cas concret d'un polígon regular de n costats la qüestió es redueix a construir una longitud
cos(2π/n).
Aquest nombre es troba en el n-èsim cos ciclotòmic — i, de fet, en el seu subcos real, el que és un cos real total i un espai vectorial racional de dimensió
½φ(n),
on φ(n) és la funció totient d'Euler. El resultat de Wantzel porta a un càlcul que demostra que φ(n) és una potència de 2 justament en els casos especificats.
En el cas de la construcció de Gauss, quan el grup de Galois és un 2-grup, es dedueix que hi ha una seqüència de subgrups d'ordre
1, 2, 4, 8, ...
que estan "anellats", cadascun en el següent (una sèrie de composició, en termes de la teoria de grups), afirmació molt senzilla de provar utilitzant inducció en aquest cas d'un grup abelià. Per tant, hi ha subcosos "anellats" dins del cos ciclotòmic, cadascun de grau 2 per sobre del cos anterior. Els generadors de cadascun d'aquests cossos es poden escriure utilitzant la teoria del període gaussià. Per exemple per n = 17 hi ha un període que és la suma de vuit arrels de la unitat, una de les quals és la suma de quatre arrels de la unitat i una que ho és de la suma de dos. Aquesta és 
cos(2π/17).
Cadascuna d'aquestes és una arrel d'una equació quadràtica en termes de l'anterior. A més a més aquestes equacions tenen arrels reals en lloc d'imaginàries, per tant, poden ser resoltes utilitzant una construcció geomètrica. Això passa perquè tot el treball es realitza dins d'un cos real total.
D'aquesta manera el resultat de Gauss pot ser entès en llenguatge actual; per trobar les arrels de l'equació es poden treure les arrels quadrades dels períodes i es poden comparar amb els períodes 'més petits' utilitzant un algorisme de càlcul.

## Resultats detallats en terme dels nombres primers de Fermat
Només es coneixen cinc nombres primers de Fermat:
F0 = 3, F1 = 5, F₂ = 17, F₃ = 257, i F₄ = 65537
Els següents set nombres de Fermat, de F₅ a F11, són compostos.
(successió A019434 a l'OEIS).
Per tant, un polígon de n costats és construïble si
n = 3, 4, 5, 6, 8, 10, 12, 15, 16, 17, 20, 24, ...
(successió A003401 a l'OEIS),
mentre que un polígon de n costats no és construïble amb regle i compàs si
n = 7, 9, 11, 13, 14, 18, 19, 21, 22, 23, 25,...
(successió A004169 a l'OEIS).

## Construccions amb regle i compàs
Es coneixen totes les construccions amb regle i compàs per aquells polígons que són construïbles Si n = p·q amb p = 2 o p i q coprimers, un polígon de n costats pot ser construït a partir d'un polígon de p costats i un de q costats.
- Si p = 2, dibuixa un polígon de q costats i bisecciona un dels seus angles centrals. A partir d'això es pot construir un polígon de 2q costats.
- Si p > 2, inscriure un polígon de p costats i un de q costats en el mateix cercle de tal manera que comparteixen un vèrtex. Perquè p i q són primers, hi ha dos vèrtexs un angle central de 360°/(p·q) a part. A partir d'això es pot construir un polígon de p·q costats.

Per tant, només cal trobar una construcció amb regle i compàs pels polígons de n costats on n és un nombre primer de Fermat.
- La construcció d'un triangle equilàter és simple i era coneguda des de l'Antiguitat. Veure triangle equilàter.
- Tant Euclides (en Els Elements, ca 300 BC), com Ptolemeu (Almagest, ca AD 150) van proposar diferents construccions del pentàgon. Veure pentàgon.
- Malgrat que Gauss va demostrar que el polígon de 17 costats és construïble no va trobar la construcció. La primera construcció la va fer Erchinger, uns anys més tard del treball de Gauss. Veure heptadecàgon.
- La primera construcció explícita d'un polígon de 257 costats la va fer Friedrich Julius Richelot (1832).
- El 1894 en Johann Gustav Hermes va fer una construcció per a un polígon regular de 65537 costats. Aquesta construcció és molt complicada; Hermes va necessitar 10 anys per completar el manuscrit de 200 pàgines. (De totes maneres, Conway dubta de la validesa de la construcció d'Hermes.)

## Altres construccions
Cal emfatitzar que el concepte de constructibilitat utilitzat en aquest article s'aplica específicament a les construccions amb regle i compàs. Evidentment si es permet la utilització de més eines es poden obtenir més construccions. Per exemple, la construcció anomenada neusis utilitza una regla marcada. Amb aquesta tècnica la construcció d'un heptàgon regular és possible encara que la majoria de polígons regulars continuen sent inconstructibles.